# Джохорский пролив
Джохорский пролив (малайск. Selat Tabrau, англ. Johore Strait) — пролив в Юго-Восточной Азии, отделяющий остров Сингапур, на котором расположено государство Сингапур (на юге) от малайзийского штата Джохор (на севере).

## География и гидрография
Джохорский пролив представляет собой северный рукав Сингапурского пролива. На юге он омывает побережье острова Сингапур, а на севере — южную оконечность полуострова Малакка, которую занимает малайзийский штат Джохор. Длина пролива составляет 50 км, ширина — от ¾ до 3 миль (1,2—5 км). В восточной части пролива находятся принадлежащие Сингапуру острова Убин и Теконг-Бесар.
Согласно соглашению 1927 года, морская граница между Малайзией и Сингапуром проходит по «воображаемой линии, следующей по середине глубоководного фарватера Джохорского пролива». В результате граница не подходит ближе, чем на расстояние в 0,2 морских мили, ни к одному острову в проливе, а соглашение о ней не отражается на территориальном споре об острове Педра-Бранка (Пулау-Бату-Путех) у восточного входа в Сингапурский пролив.
Пролив пересекает дамба, по которой проходят железная дорога и шоссе, соединяющие города Джохор-Бару (Малайзия) и Вудлендс (Сингапур). Дамба была построена к 1924 году, подорвана отступающими британскими войсками в 1942 году, чтобы остановить продвижение японской армии к Сингапуру, и восстановлена в 1946 году. В процессе восстановления был ликвидирован разводной мост, бывший частью первоначального проекта и позволявший сквозное движение судов через пролив; это решение было продиктовано низким на то время объёмом навигации в этом районе. Длина дамбы составляет 1056 м. Через пролив также переброшен мост длиной 1920 м, открытый для транспорта с 1998 года. Существуют планы замены дамбы на мост (по крайней мере частично), что позволит сделать пролив полностью судоходным.